# Clayton H. Heathcock
Clayton Howell Heathcock (* 21. Juli 1936 in San Antonio, Texas) ist ein US-amerikanischer Chemiker (Organische Synthese).
Heathcock studierte am Abilene Christian College mit dem Bachelor-Abschluss in Chemie 1958 und wurde 1963 an der University of Colorado bei Alfred Hassner mit der Arbeit The synthesis and stereochemistry of some steroidal nitrogen compounds promoviert. Als Post-Doktorand war er bei Gilbert Stork an der Columbia University. Ab 1964 war er Assistant Professor und ab 1975 Professor an der University of California, Berkeley.
Ihm gelangen Synthesen komplexer Alkaloide von Pflanzen und Pilzen, von Steroiden und Terpenen und er entwickelte auch neue Methoden in der Organischen Synthese.
Er ist Mitglied der National Academy of Sciences (1995), der American Academy of Arts and Sciences (1991), der American Association for the Advancement of Science und der Royal Society of Chemistry. 1978 erhielt er den Humboldt-Forschungspreis, 1986 den Ernest Guenther Award, 1990 den American Chemical Society Award for Creative Work in Synthetic Organic Chemistry, er war 1990 Arthur C. Cope Scholar, 1996 die Centenary Medal der Royal Society of Chemistry, 2002 den H. C. Brown Award der ACS und erhielt 1991 die Prelog-Medaille. 1967 bis 1969 war er Sloan Research Fellow.
Er war Herausgeber von Organic Syntheses und des Journal of Organic Chemistry und schrieb ein Lehrbuch der Organischen Chemie.
Er ist seit 1980 verheiratet und hat vier Kinder.

## Schriften
- mit Andrew Streitwieser, Edward M. Kosower: Introduction to Organic Chemistry, 4. Auflage, Macmillan 1992
  - Deutsche Übersetzung: Organische Chemie, Wiley-VCH, 2. Auflage, 1994